# Comuna Palciînți, Pidvolociîsk
Palciînți (în ucraineană Пальчинці) este o comună în raionul Pidvolociîsk, regiunea Ternopil, Ucraina, formată din satele Palciînți (reședința) și Șceasnivka.

## Demografie
Componența lingvistică a comunei Palciînți
     Ucraineană (99,39%)
     Alte limbi (0,6%)
Conform recensământului din 2001, majoritatea populației comunei Palciînți era vorbitoare de ucraineană (99,39%), existând în minoritate și vorbitori de alte limbi.